# Тиріон Ланністер
Тиріон Ланністер (англ. Tyrion Lannister) — персонаж романів американського письменника-фантаста Джорджа Мартіна з циклу «Пісня льоду і полум'я». Уперше з'являється в книзі «Гра престолів». Починаючи з книги «Битва королів» (виключаючи «Бенкет круків», оскільки в цьому романі він не з'являється) є одним з ключових персонажів циклу. У телесеріалі «Гра престолів» роль Тиріона Ланністера виконав Пітер Дінклейдж.

## Зовнішній вигляд
На початку оповідання «Гри престолів» Тиріону Ланністеру близько 23 років. Тиріон — карлик, з очима різного кольору (чорне і зелене), і рябим волоссям (світле і темне). У битві на Чорноводній Тиріон втратив частину носа, що зробило його ще більш потворним.
Тоді він розгледів і другого брата, який шкутильгав при боці старшого: Тиріона Ланністера, наймолодшого з дітей лорда Тайвіна і набагато бридкішого за двох інших. Боги відняли у Тиріона все, чим вони обдарували Серсі та Джеймі. То був карлик у половину братового зросту, який ледве встигав за старшим братом на коротеньких ніжках. Голову мав завелику для свого тіла, ще й з удавленим всередину обличчям під важким навислим лобом. З-під чуба рідкого, світлого, майже білого волосся зиркали два різноколірних ока: одне зелене, друге чорне. — «Гра престолів»

## Особистість
Юність Тиріона Ланністера була важкою. Він не перебував у любові батька, оскільки його народження коштувало життя його матері. Єдиною відносно близькою людиною для нього був брат Джеймі. У віці 14 років «одружився» з простолюдинкою Тишею, що, як розповів йому Джеймі, була повією, знятою ним спеціально для карлика, щоб той нарешті став чоловіком. Цей «шлюб» припав до вподоби лорду Тайвіну, і він вкрай жорстоко обійшовся з сином: за його наказом, кожен із гвардійців зґвалтував дівчину на очах Тиріона. Цей епізод став серйозною психологічною травмою для Тиріона і виявив суттєвий вплив на його подальше життя.

## Роль у сюжеті

### Гра престолів
Супроводжував Роберта Баратеона та його дружину в Вінтерфелл, звідки пізніше вирушив на Стіну, де був прийнятий як почесний гість. По дорозі в Королівську Гавань був схоплений леді Кетлін Старк із безпідставного звинувачення в організації замаху на життя її сина Брана і перевезений в замок Орлине Гніздо, де Ліза Аррен, своєю чергою, звинуватила його в отруєнні свого чоловіка Джона Аррена. Якийсь час перебував у повітряній темниці Орлиного Гнізда.
— В'язниця ламає всіх. Кажи, бісе! Зустрінь богів із честю.
— З чого ж почати, лорди та леді? Я — дитя гріха, визнаю. Моїм злочинам немає числа, я брехав та обманював, і перелюбствував, я не вельми схильний до насильства, але досить вправно заохочую до нього інших. Вас, певно, цікавлять подробиці. Як мені було сім, я побачив служницю, що купалася в річці, вкрав її одяг і їй довелося йти до замку голою в сльозах. Я заплющую очі й досі бачу, як підстрибують її цицьки. У десять я напхав дядькові чоботи лайном, а потім звалив усе на зброєносця. Його висікли, я ж не постраждав. У дванадцять я видоїв свого вугра просто в горщик із супом. Однооку змію. Свою сосиску. Поганяв лисого…у черепаховий суп, який з'їла моя сестричка, я так сподіваюся. Якось я взяв у бордель віслюка і бджолиний вулик… — «Гра престолів»
Завдяки випробуванню поєдинком, у якому його боєць, найманець Бронн, переміг, був визнаний невинним і відпущений. У горах долини Аррен Тиріон ледь не загинув від рук гірських племен, проте завдяки своїм незвичайним дипломатичним і ораторським здібностям укладає з ними союз, і вони допомагають йому в битві на Зеленому зубці, де приєднуються до війська Тайвіна Ланністера.

### Битва королів
Після полону Джеймі Ланністера, Тиріон був призначений правицею (першим радником) короля Джоффрі Баратеона і вирушив до столиці, де енергійно взявся за виконання своїх обов'язків, зокрема, за зміну ставлеників своєї сестри Серсі на вірних йому людей. Розробив стратегічний план битви на Чорноводній і брав участь у ній, продемонструвавши неабияку хоробрість. Був тяжко поранений сіром Мендон Муром із Королівської Гвардії (можливо, за наказом Серсі), проте залишився живий, хоч і втратив половину носа.